# Абдысетдар Кази
Абдысетда́р Кази́ (также известен как Абду-с-Саттар-казы; туркм. Abdysetdar Kazy, года рождения и смерти неизв.) — туркменский поэт второй половины XIX века.

## Биография
Происходил из племени Махтум, окончил медресе, был одним из наиболее образованных людей своего времени. Семь лет служил шариатским судьёй — кади — в Хиве.

## Творчество
Абдысетдар Кази является автором поэмы «Җеңнама» (Jeňnama), написанной архаичным языком  в форме маснави и содержащей около 2200 строк. Таким образом произведение было адресовано узкому кругу читателей, так как широкая публика предпочитала короткие формы поэзии. Поэт воспел героизм туркмен в войне против персидских захватчиков и описал подробности сражений под Кара-Кала (1858) и Мары (1861). Один из её главных героев — хан текинцев Нур-верди, ведший войны с Джафар-кули-ханом за обладание Мервским оазисом. Также рассказывается о сподвижниках и противниках Нур-верди-хана, о войнах Каушут-хана с персидским войском Хамзы Мирзы Хишмет-ад-Довле.
Поэма переведена на русский язык востоковедом А. Н. Самойловичем и издана в 1914 году в Санкт-Петербурге под названием «Книга рассказов о битвах текинцев. Туркменская историческая поэма XIX века» в серии «Издания Факультета восточных языков Императорского С.-Петербургского университета, № 34». Отдельным изданием  первоисточник был опубликован в 1943 году в Ашхабаде.